# Carl Ferdinand von Orgies-Rutenberg

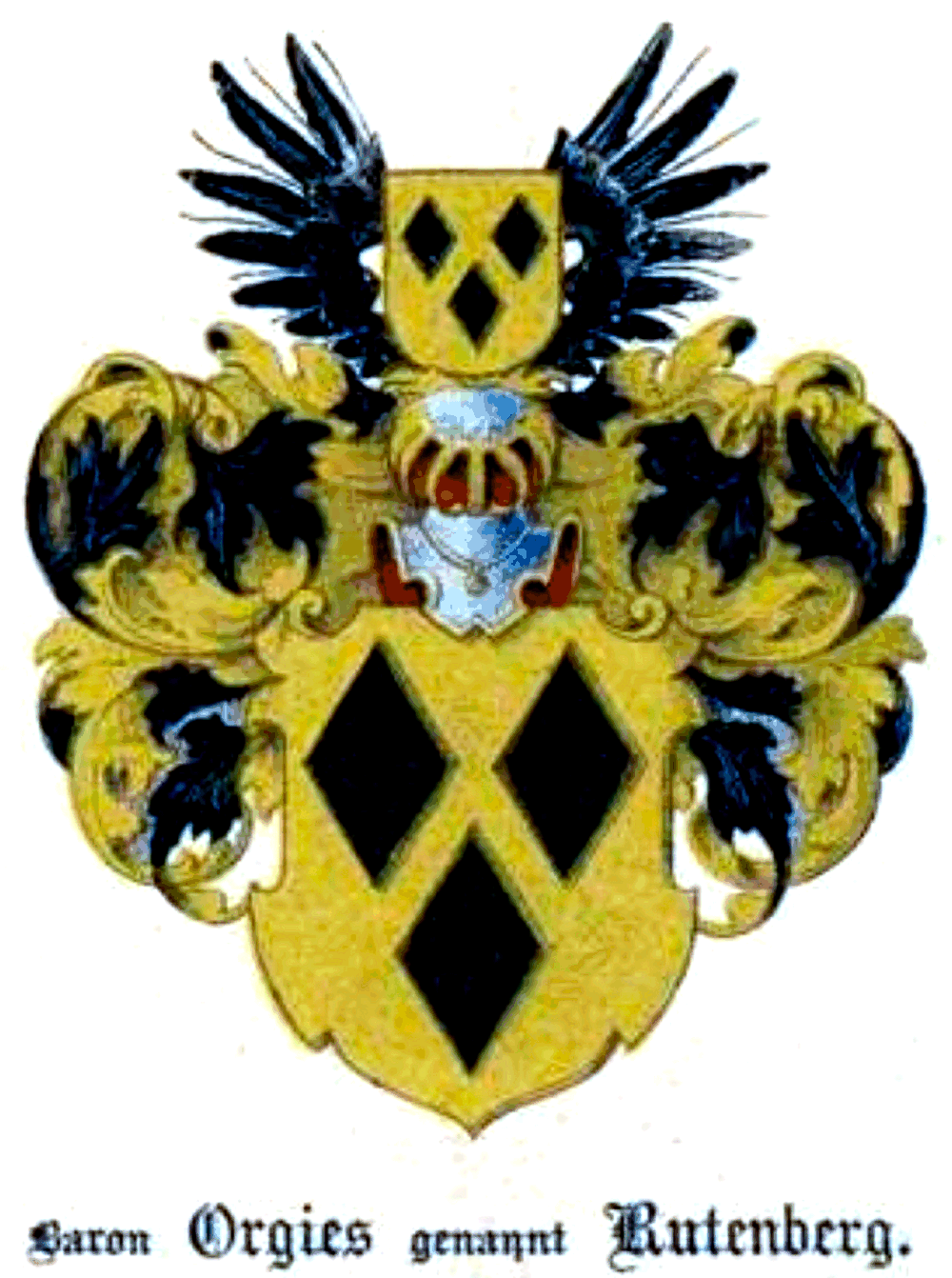
Wappen der Adelsfamilie Orgies-Rutenberg

Carl Ferdinand von Orgies-Rutenberg (auch Carl Ferdinand von Orgies gen. Rutenberg; * 27. April 1741 in Lestene, Kurland; † 6. März 1801 in Mitau, Kurland) war ein einflussreicher Politiker im Herzogtum Kurland und Semgallen und dem nachfolgenden Gouvernement Kurland. Er war Kanzler und Landhofmeister in Kurland und stammte aus dem angesehenen baltisch-pommerschen Adelsgeschlecht Orgies-Rutenberg.

## Werdegang
Carl Ferdinand von Orgies-Rutenberg wurde bei Verwandten auf dem Lande erzogen. Er studierte von 1759 bis 1762 Rechtswissenschaften an der Universität Jena. Nach seiner Rückkehr ins Kurland wurde er Rechtsassessor am Instanzgericht in Selburg. 1775 wurde er zum Hauptmann zu Frauenbergbenannt, 1782 wurde er Landbotenmarschall, 1786 Oberhauptmann zu Tuckum, 1788 Oberrat im Herzogtum Kurland und Semgallen, herzoglicher Kanzler und 1793 Landhofmeister in Mitau. Nach der Unterwerfung Kurlands und Semgallen unter das russische Zepter, im Jahre 1795, erhob ihn Kaiserin Katharina II. (1729–1796) zum wirklichen Etatrates oder russischen Wirklichen Geheimrat und 1797 erhielt er den Sankt Annen-Orden. Er war ein bekennender Anhänger von Herzog Peter von Biron (1724–1800) und Gegenspieler von Otto Christopher von der Howen. Vom 28. März 1795 bis zum 26. April 1795 war er während eines kurzzeitigen Interregnums im Namen der Oberräte des Herzogtums Kurland und Semgallen als Regent eingesetzt. Er wurde 1797 zum Landhofmeister des Kurländischen Oberhofgerichts in Mitau ernannt und setzte somit seine politische Laufbahn bis 1801 im neu geschaffenen und unter russischer Herrschaft stehenden Gouvernement Kurland fort.

## Herkunft und Familie
Die Adelsfamilie geht auf das aus Pommern stammende Uradelsgeschlecht „de Reno“ aus dem 13. Jahrhundert zurück, die sich in Livland niedergelassen hatten. Sie benannten sich dann nach dem Namen ihres Wohnortes „de Orghys“ und nahmen Ende des 16. Jahrhunderts den Namenszusatz „Rutenberg“ an, später „Ories genannt Rutenberg“. Daraus wurde im 18. Jahrhundert  „Orgies-Rutenberg“. 1841 erhielten sie das kurländische Indigenat. 1862 wurden sie in den russischen Freiherrenstand (Baron) erhoben.
Carl Ferdinand von Orgies-Rutenbergs Vater war der Landespolitiker Ferdinand von Orgies-Rutenberg (* 26. August 1685 † 14. April 1744), der seit 1732 mit Anna Catharina, einer geborenen von Fircks, verheiratet war. Er studierte 1702 an der Universität Königsberg und 1703 an der Universität Frankfurt am Main, danach war er Gutsverwalter auf Mangen und Pfandbesitzer von Wallgahlen. Es schloss sich eine Verwendung als Kammerjunker bei der Herzogin-Witwe Anna an. Seine landespolitische Tätigkeit begann 1715 als kurländischer Landesdelegierter in Warschau, sie setzte sich 1715 und 1726 an gleicher Stelle fort. Gemeinsam mit Christian von Brackel und Graf Moritz von Sachsen  (1696–1750) war er maßgeblich an der Förderung des Herzogtums beteiligt. Sein letztes politisches Amt war das des Hauptmann von Windaus. Carl Ferdinand heiratete Helene Sybilla Elisabeth von Grotthus, seine Kinder und bekannten Nachkommen waren:
- Carl Ernst von Orgies-Rutenberg (1768–1807), verheiratet mit Eudoxia von Mirbach (1775–1834)
  - Otto Johann von Orgies-Rutenberg (1802 in Bauske – 1864 in Wiesbaden), Jurist, Landespolitiker, Dichter und Schriftsteller.[7] Er war mit Pauline Friederike Gräbner aus Pernau (1812–1852) verheiratet.
- Caroline Louise von Orgies-Rutenberg (1779–1805), verh. mit Oberhauptmann Georg Johann von Bolschwing (1767–1808)[8]
- Johann Ferdinand von Orgies-Rutenberg (* 3. August 1767 – 27. August 1830) erhielt seine Erziehung im väterlichen Hause, machte mit seinem Bruder Carl Ernst  und ihren Lehrer Propst B.G. Becker, eine Studienreise durch Deutschland. Er studierte von 1788 bis 1791 an der Universität Leipzig, kehrte danach im Gefolge der Herzogin Dorothea von Kurland  über Berlin, Dresden und Warschau in das Herzogtum Kurland und Semgallen zurück. 1794 wurde er Hauptmannsgerichts-Assessor in Frauenberg. Im Gouvernement Kurland wurde er 1796 Assessor im Gerichtshofe für bürgerliche Rechtssachen. 1797 wieder Hauptmannsgerichts-Assessor zu Frauenburg und im gleichen Jahr Hauptmann zu Windau. 1801–1803 war er Bevollmächtigter der Oberhauptmannschaft, dann von 1803 bis 1815 Ritterschaftssekretär. 1815 wurde er in den Rat am kurländischen Oberhofgericht berufen und 1817 zum Landbotenmarschall ernannt. 1817 wurde er mit dem Sankt Annen-Orden dekoriert.[9] Er war mit Johanna von Meerfeld (1784–1844) verheiratet.
- Johanna Dorothea von Orgies-Rutenberg (1786–1832), war in erster Ehe mit Ewald von Korff und in zweiter Ehe mit dem Oberhauptmann Georg Johann von Bolschwing (1767–1808), dem Witwer ihrer Schwester Caroline Louise verheiratet
- Agatha Dorothea Elisabeth von Orgies-Rutenberg, war mit Friedrich Georg von Kleist (1751–1800) verheiratet.